# 세월호
세월호(世越號, 영어: MV Sewol) 또는 페리 나미노우에(일본어: フェリーなみのうえ)는 일본 마루에이 페리에 이어 대한민국 청해진해운이 소유했던 연락선 (여객선, 화물선의 기능을 결합한 선박)이다.
2013년 3월 15일부터 인천과 제주를 잇는 항로에 투입, 주 4회 왕복 운항하다 2014년 4월 16일 대한민국 진도군 해상에서 침몰하였으며 2017년 3월 22일 인양을 시작해 현재 목포신항에 거치한 상태이다.

## 여객선 건조

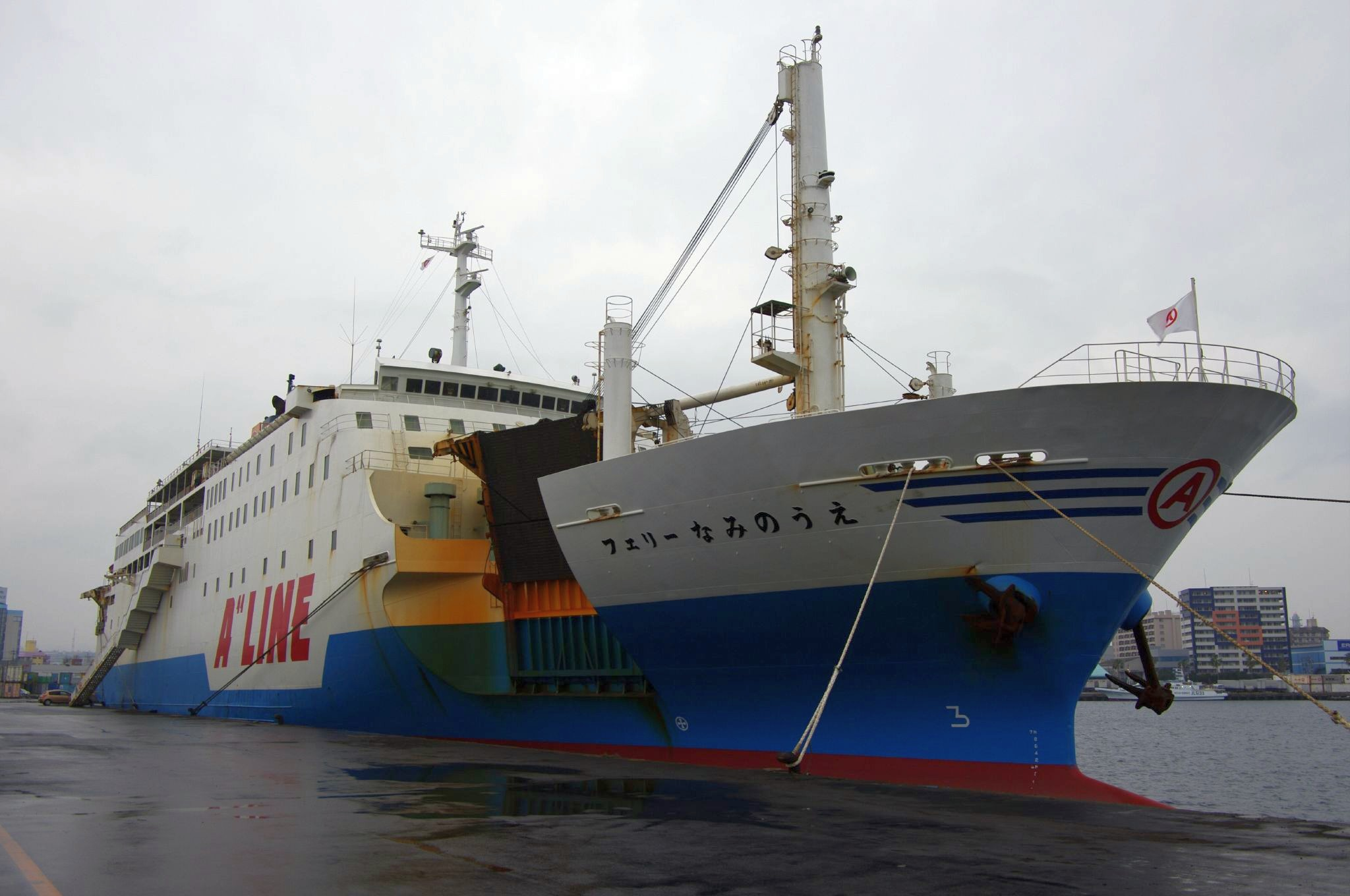
2010년 2월 14일 가고시마항에 정박한 페리 나미노우에

1994년 6월 일본 나가사키의 하야시카네 선거(林兼船渠)에서 건조한 여객·화물 겸용선(RoPax, RORO passenger)으로 일본 마루에이 페리 사에서 '페리 나미노우에'(フェリーなみのうえ)라는 이름으로 18년 이상 가고시마~오키나와 나하 간을 운항하다가 2012년 10월 1일 운항을 끝으로 퇴역하였으며 직후에 청해진해운이 중고로 도입하여 개수 작업을 거친 후 2013년 3월부터 인천-제주 항로에 투입하였다
 여객 정원은 921명에 차량 220대를 실을 수 있으며, 21노트의 속도로 최대 264 마일을 운항하는 것으로 알려졌다.

## 침몰
2013년 3월 15일부터 인천과 제주를 잇는 항로에 투입돼 주 4회 왕복 운항하다가 2014년 4월 16일 전라남도 진도군 해상에서 침몰하였다.
사망자는 299명이며 실종자는 5명, 생존자는 172명이다.

### 5주기 후
2016년에는 세월호 참사 2주기를 기리기 위해 세계 32개 도시에서 추모 집회가 잇따라 거행되었다.
특히 미국과 유럽, 오세아니아, 아시아 등 27개 도시에서 사상 최대규모로 열리는 등 추모 분위기가 최고조에 이르었었다.
4월 11일부터 그림 전시회와 음악회 등 다양한 행사가 열리고 있는 로스앤젤레스에서는 로스앤젤레스 주재 대한민국 총영사관 앞에서 추모제를 봉행했다.
또한 잉글랜드 프리미어리그의 명문 구단인 맨체스터 유나이티드가 세월호 2주년 맞이해 소셜 네트워크 채널을 통해 "세월호 사건으로 슬픔에 빠진 모든 분들과 마음을 함께한다"며 공식 성명을 냈다.

## 같이 보기
- 세월호 침몰 사고
- 청해진해운
- 오하마나호
- 돌고래호